# Jaroniec

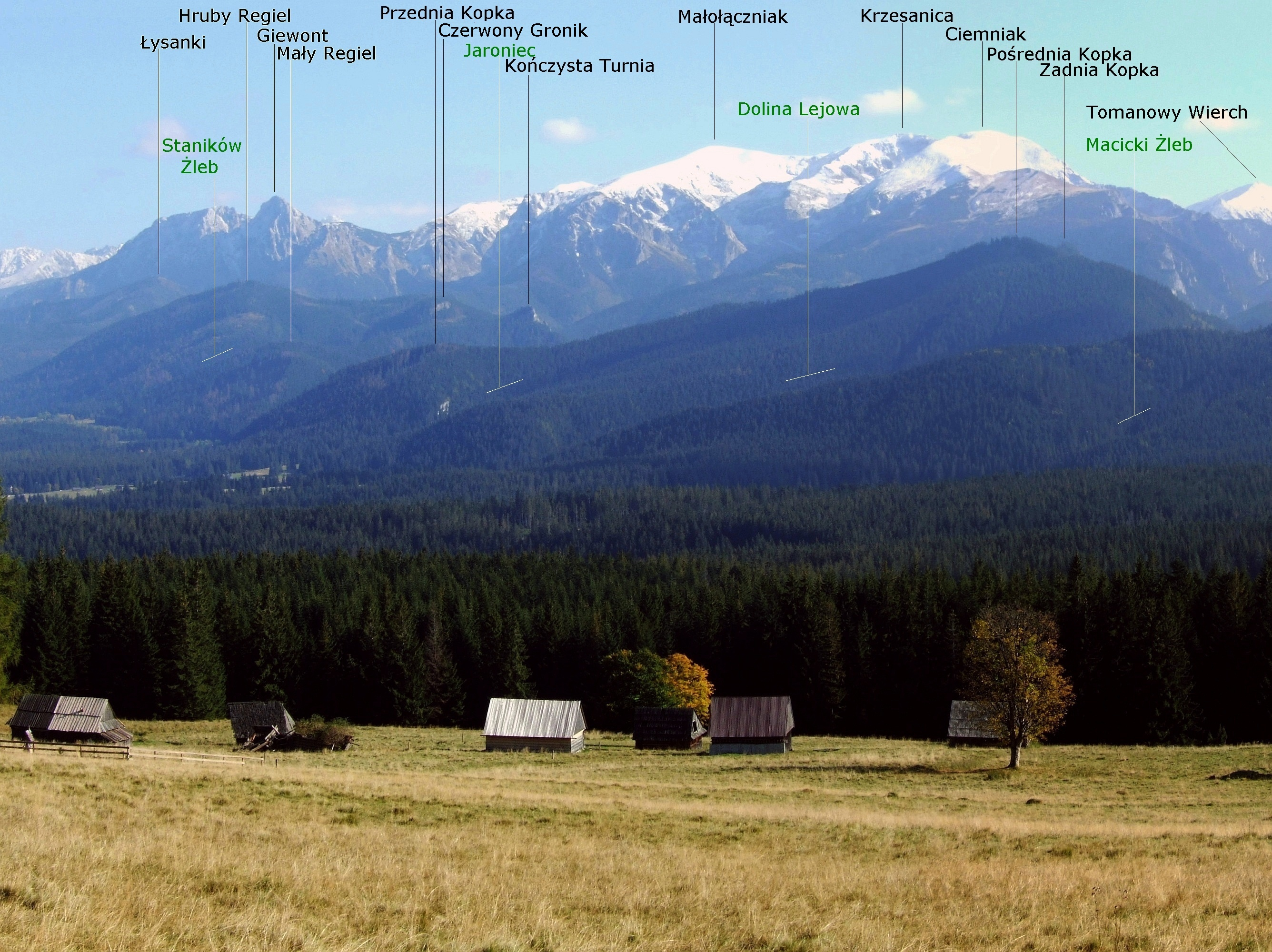
Widok z polany Koszarzyska

Jaroniec – żlebowata dolinka w masywie Kościeliskich Kopek w polskich Tatrach Zachodnich. Ma wylot w górnej części polany Biały Potok na wysokości 925 m n.p.m. Do doliny dochodzi gruntowa droga od zajazdu „Józef” znajdującego się we wschodnim rogu polany Biały Potok i szosy Kiry – Chochołów. Droga ta wkrótce po wejściu w las dochodzi do Jarońca i kończy się, a na jej końcu dolinka rozwidla się na dwie odnogi. Orograficznie prawa odnoga biegnie w południowym kierunku i oddziela stoki Przedniej Kopki od Pośredniej Kopki. Górą odnoga ta znów rozwidla się. Odnoga lewa biegnie w południowo-zachodnim kierunku, wcinając się w stoki Pośredniej Kopki. Dnem głównych odnóg spływa niewielki Jaroniec uchodzący do Lejowego Potoku.
Jaroniec jest całkowicie porośnięty lasem, ale w jego prawej odnodze znajdują się stromo podcięte skały, w których przeprowadzono ponad 20 dróg wspinaczkowych o wysokości od 10 do 23 m. Skały te (jak zresztą całe Kościeliskie Kopki) znajdują się na obszarze Tatrzańskiego Parku Narodowego, ale dozwolona jest na nich wspinaczka. Przez Jaroniec nie prowadzi żaden znakowany szlak turystyczny, jedynie jego wylot przecina zielony szlak Kiry – Dolina Chochołowska (przedłużenie Drogi pod Reglami).